# Noah Pink

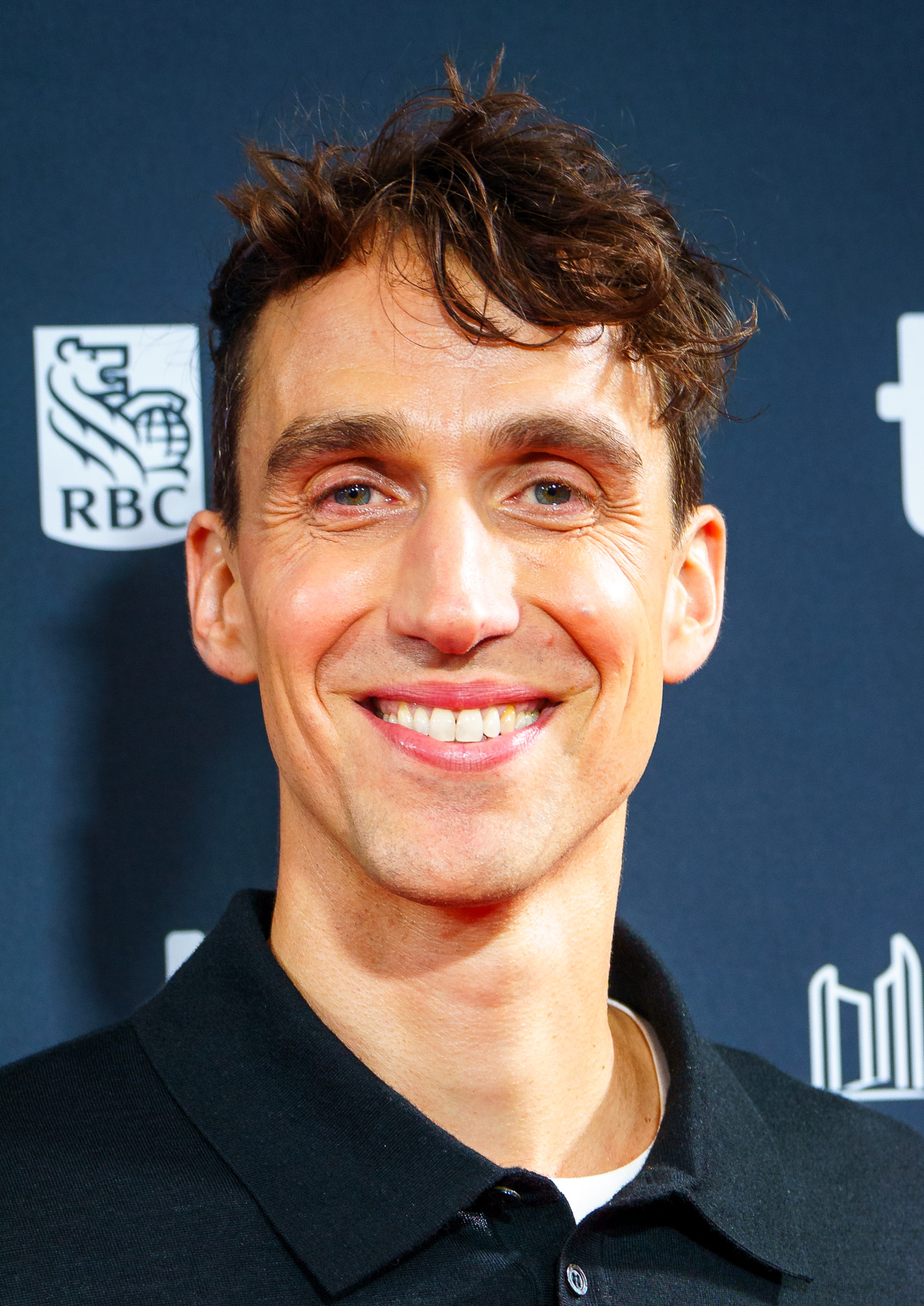
Noah Pink (2024)

Noah Pink (* in Halifax) ist ein kanadischer Drehbuchautor.

## Leben
Noah Pink wurde im kanadischen Halifax geboren und besuchte die Halifax Grammar School. Er studierte an der University of Pennsylvania und machte dort 2005 seinen Abschluss in Geschichtswissenschaften.
Nach seinem Umzug nach Toronto machte er erst Musikvideos und begann mit dem Schreiben von Drehbüchern für Kurzfilme. Hiernach schrieb er für National Geographic die Drehbücher für die von Albert Einstein handelnde und von 2017 bis 2018 gezeigte Fernsehserie Genius. Für diese Arbeit war er in beiden Jahren für den Primetime Emmy nominiert. Sei erstes Drehbuch für einen Spielfilm schrieb er für den Thriller The Show von Giancarlo Esposito aus dem Jahr 2017. Es folgte das Drehbuch für Tetris von Jon S. Baird. Der zur Zeit des Kalten Krieges angesiedelte Thriller, der Ende März 2023 im Vereinigten Königreich und in den USA in das Programm von Apple TV+ aufgenommen wurde,  erzählt die Geschichte von der Vermarktung des in der Sowjetunion entwickelten Computerspiels Tetris.

## Filmografie
- 2010: ZedCrew (Kurzfilm)
- 2017–2018: Genius (Fernsehserie, 12 Folgen)
- 2017: The Show
- 2023: Tetris
- 2024: Eden

## Auszeichnungen
Emmy
- 2017: Nominierung für die Beste Miniserie (Genius)
- 2018: Nominierung für die Beste Miniserie (Genius)[4]

USC Scripter Award
- 2018: Nominierung in der Sparte Television (Genius)[5]